# Ністе
Ністе (нім. Nieste) — сільська громада в Німеччині, знаходиться в землі Гессен. Підпорядковується адміністративному округу Кассель. Входить до складу району Кассель.
Площа — 4,05 км2. Населення становить 2041 ос. (станом на 31 грудня 2020).